# Péče řádného hospodáře
Péče řádného hospodáře je právní standard, podle kterého musí člen voleného orgánu obchodní korporace vykonávat svou funkci s loajalitou, potřebnými znalostmi a pečlivostí. Jedná se o objektivní měřítko, které posuzuje, zda osoba jednala tak, jak by za stejných okolností jednala rozumně pečlivá osoba na obdobném postu.
Péče řádného hospodáře je institut vztahující se k oblasti obchodního práva a správy majetku. Jedná se o abstraktní míru očekávaného jednání, nebo také o požadovanou míru péče, k níž je vázána osoba spravující majetek jiné fyzické nebo právnické osoby.

## Historie pojmu
Již římské právo znalo podobný objektivní princip očekávaného jednání povinné osoby. Jednalo se o tzv. „bonus pater familias“, neboli jednání dobrého otce rodiny. Toto jednání bylo jednáním čestného, rozumného a pilného člověka.
Na českém území se podobný princip v zákonech objevuje až v roce 1811 spolu s obecným zákoníkem občanským, který stanoví, že „jakmile poručník nebo opatrovník převezme jmění, jest povinen je spravovati s veškerou péčí poctivého a pilného hospodáře“.
Na podobný termín lze narazit také ve všeobecném obchodním zákoníku z roku 1862, kde se hovoří o péči řádného kupce.
Další modifikaci tohoto pojmu je možno najít v zákoně o společnostech s ručením omezeným č. 58/1906 z. a. n., kde je uvedeno, že „Jednatelé jsou oproti společnosti zavázáni při vedení obchodu vynaložiti péči řádného obchodníka.“
Ve 20. letech 20. století se povinnost jednat s péčí řádného hospodáře objevila v zákoně o společnostech s ručením omezeným (1924) a v zákoně o akciových bankách, kde byla výslovně zakotvena.
V období socialismu její význam ustoupil, ale nezanikl - zůstala přítomna v právu družstev, hospodářských organizací i v občanském zákoníku z roku 1964 (§163). V tomto období šlo zejména o správu cizího majetku, kde byla požadována péče odpovídající řádnému hospodáři.
Obchodní zákoník z roku 1991 znovu výslovně zakotvil povinnost jednat s péčí řádného hospodáře pro členy orgánů obchodních společností. Tento standard pak převzal i nový občanský zákoník.
V českém právním řádu je princip péče řádného hospodáře aktuálně zakotven především v občanském zákoníku (zákon č. 89/2012 Sb.) a v zákonu o obchodních korporacích (zákon č. 90/2012 Sb.).

## Právní úprava

### Péče řádného hospodáře v občanském zákoníku, zákoně č. 89/2012 Sb.
Podle § 159 odst. 1 občanského zákoníku platí: "Kdo přijme funkci člena voleného orgánu, zavazuje se, že ji bude vykonávat s nezbytnou loajalitou a s potřebnými znalostmi a pečlivostí. Má se za to, že jedná nedbale, kdo tuto péči zanedbá."
Tato povinnost péče řádného hospodáře se vztahuje na všechny členy orgánů právnické osoby a má fiduciární charakter - zakládá se na důvěře mezi osobou oprávněnou a tím, kdo jedná. Člen orgánu musí chránit svěřený majetek, předcházet jeho znehodnocení a jednat tak, aby byl co nejlépe zhodnocen. 
Podle odborné literatury řádný hospodář spravuje cizí majetek zodpovědně, svědomitě a s cílem zamezit škodám, a zároveň usiluje o zhodnocení svěřeného majetku. Péče tak není jen negativní (ochrana proti ztrátám), ale i pozitivní (aktivní rozvoj a rozumné rozmnožení hodnoty majetku).

### Péče řádného hospodáře v zákoně o obchodních korporacích, zákoně č. 90/2012 Sb.
Zákon o obchodních korporacích (dále jen "ZOK") pojem péče řádného hospodáře výslovně nedefinuje, ale odkazuje na občanský zákoník a konkretizuje jeho aplikaci prostřednictvím pravidla podnikatelského úsudku (§ 51 ZOK), které chrání člena orgánu, pokud jedná informovaně, pečlivě a v obhajitelném zájmu korporace. Podle § 52 ZOK se za jednání s péčí řádného hospodáře považuje takové jednání, které odpovídá loajalitě, potřebným znalostem a pečlivosti rozumné osoby v obdobné situaci. I právnická osoba jako člen orgánu musí zajistit, aby její zástupce dodržel tuto povinnost, jinak nese odpovědnost za její porušení.

## Základní znaky péče řádného hospodáře
Ze zmíněných zákonů lze vyvodit několik znaků, kterými se posuzuje péče řádného hospodáře. První tři se nachází v občanském zákoníku (§ 159) a jsou jimi nezbytná loajalita, potřebné znalosti a pečlivost. Následující dva jsou pak uvedeny v zákonu o obchodních korporacích (§ 51 a § 52). 

### Loajalita
V kontextu péče řádného hospodáře se nejedná o loajalitu ve vztahu k subjektu, ale ve vztahu k objektu, na němž je péče vykonávána. Jinak řečeno termín péče řádného hospodáře stanovuje kvalitu péče ke svěřené záležitosti, ale nevyplývá z ní kvalita jednání vůči osobě, která osobu povinnou daným jednáním pověřila. Po členu statutárního orgánu je vyžadováno, aby se o zájmy společnosti aktivně zajímal a seznamoval se s nimi a jednal v jejich nejlepším zájmu.

### Potřebné znalosti
Co se týče potřebných znalostí, je potřeba zde rozlišit mezi odbornou péčí a péčí řádného hospodáře. Jednání s péčí řádného hospodáře neznamená, že pověřená osoba musí být schopna také odborné péče, ale musí být schopná vyhodnotit, kdy je odborná péče potřeba, tedy kdy je potřeba pro výkon činností zajistit kvalifikovanou osobu.

### Pečlivost
Pečlivost vyžaduje aktivní přístup ke svěřené záležitosti a rozumí se jí starostlivé a odpovědné jednání.

### Judikatura
Nejvyšší soud k péči řádného hospodáře uvádí ve svém usnesení ze dne 27. 3. 2008, sp. zn. 5 Tdo 1412/2007, následující:
„Pojem péče řádného hospodáře lze přitom chápat tak, že řádný hospodář činí právní úkony týkající se obchodní společnosti odpovědně a svědomitě a stejným způsobem rovněž pečuje o její majetek, jako kdyby šlo o jeho vlastní majetek. Taková péče tedy nepochybně zahrnuje péči o majetek akciové společnosti nejen v tom smyslu, aby nevznikla škoda na majetku jeho úbytkem či znehodnocením, ale také, aby byl majetek společnosti zhodnocován a rozmnožován v maximální možné míře, jaká je momentálně dosažitelná.“